# Tierkörperbeseitigungsanstalt
Als Tierkörperbeseitigungsanstalten (TKBA) wurden nach dem bis 2005  geltenden Tierkörperbeseitigungsgesetz die Anlagen zur Tierkörperverwertung bezeichnet, in denen Tierkörper, Tierkörperteile (Schlachtabfälle) und andere Erzeugnisse, deren unschädliche Beseitigung geboten war, beseitigt wurden.  
In Tierkörperbeseitigungsanstalten war die Beseitigung von vornehmlich 
1. Körpern von Einhufern, Paarhufern, Hunden, Katzen, Geflügel, Kaninchen und Edelpelztieren, die sich im Haus, Betrieb oder sonst im Besitz des Menschen befinden,
2. Körpern von Tieren, die in Zoologischen Gärten oder ähnlichen Einrichtungen sowie in Tierhandlungen gehalten werden,
3. herrenlosen Tierkörpern der in Nummer 1 genannten Tierarten, ausgenommen solche von frei lebendem Wild vorgeschrieben.

Der Betrieb einer Tierkörperbeseitigungsanstalt unterlag strengen gesetzlichen Vorschriften, insbesondere im Sinne der Tierseuchenhygiene. 
Bis zum Aufkommen der BSE wurden die Tierkörper vornehmlich zu Tiermehl verarbeitet, das als Tierfutter verwendet wurde. Seitdem wird das Tiermehl in der Regel verbrannt. 
Nach Ablösung des Tierkörperbeseitigungsgesetzes durch das Tierische Nebenprodukte-Beseitigungsgesetz von 2004 wurde der Begriff Tierkörperbeseitigungsanstalt zwar durch die Begriffe Verarbeitungsbetrieb, Verbrennungsanlage oder Mitverbrennungsanlage ersetzt. Gleichwohl bedienen sich die vorhandenen Betriebe in der Namensgebung weiterhin der alteingeführten Bezeichnung. In der DDR wurden die Tierkörperbeseitigungsanstalten in Tierkörperverwertungsbetriebe (TKVB) umbenannt und waren den Volkseigenen Kombinaten Fleischwirtschaft untergeordnet.

## Tierkrematorium
In einem Tierkrematorium werden, ähnlich der Feuerbestattung beim Menschen, Tiere eingeäschert. Zumeist handelt es sich dabei um Heimtiere wie Hunde und Katzen, deren Besitzer keine Entsorgung über eine Tierkörperbeseitigungsanlage wünschen.